# 方世玉 (電影)
《方世玉》是1993年上映的一部香港动作電影，由元奎執導，李連杰、蕭芳芳和李嘉欣領銜主演，鄭少秋客串演出。本片榮獲第30屆金馬獎最佳動作指導、最佳剪輯，以及第13屆香港電影金像獎最佳動作指導共三項大獎。

## 劇情簡介
雷老虎原是山東響馬，暴發後南下發展，做了一方權貴，出錢舉辦第一屆廣東全運會。雷老虎的女兒婷婷也來湊熱鬧。小流氓星爺見了婷婷，垂涎欲滴，動手動腳。千鈞一髮之際，方世玉和夥伴阿六（大寶）、阿竹（小星）為婷婷解圍，被捕快統統帶回衙門。廣東百姓對雷老虎的惡行日漸厭惡習，知府老爺也勸雷要收斂，可雷目中無人，賄賂官府，並以女兒為本錢，實行招親比武。而此時的婷婷心裡早已鍾情方世玉，不顧父親反對，偷偷出走。雷只得用丫環春梅代替。方世玉聞訊，立即趕往擂臺。
擂臺上，雷的老婆李小環已擊退眾大漢，方世玉最後應擂而上，打算一顯身手，即將取勝時，意外發現蒙著關頭巾的婷婷是個醜女，頓時認輸而去。方母苗翠花聽到兒子擂臺敗陣，為挽回聲譽，女扮男裝，改名方大玉前往教訓李小環。豈料擂臺上的李小環被方大玉的俊俏所迷，未打先輸。雷即命方大玉翌日迎娶婷婷。苗回家欲與方世玉逃走，不想雷怕事情有變，將方世玉搶進府內，與被捉回的婷婷成婚。但由於方世玉認為婷婷是醜女，最終與婷婷不歡而散。在後花園，李小環向方世玉說出自己已戀上方大玉，方世玉啼笑皆非，又不忍破壞李的好夢。三朝過後，苗借詞要方世玉回門見父親方德一面，卻發現方德原來是紅花會義士。方德正欲把名冊交給同僚時，九門提督突然殺出，方世玉力救父親，方家三人到雷家避難，方世玉終於見到婷婷。兩家在雷府舉辦喜宴之夜，九門提督隨廣東巡撫到來，方德被擒獲，其餘人逃走，雷老虎被當作紅花會成員，雷府被燒毀。
方世玉一行人逃往康西渡口。李小環因傷重命危，苗再次喬裝安慰李，李終於死而瞑目。方德被送上斷頭臺，方世玉及時趕到，以一敵萬。最後，眾人合力除掉九門提督。方世玉和婷婷也跟隨陳家洛等紅花會義士去闖蕩江湖。

## 演員表

### 主演演員
| 演員   | 角色   | 粵語配音 | 備註 |
| 李連杰 | 方世玉 | 陳 欣    | 廣東十大傑出青年（歷史上為少林十虎） 方德、苗翠花之子 雷老虎、李小环女婿 雷婷婷之夫 鄂尔多天敌 于片尾加入红花会，并成为陈家洛之义子 |
| 蕭芳芳 | 苗翠花 | 原音     | 方世玉之母 方德之妻 雷婷婷婆婆 鄂尔多天敌                                                                                           |
| 李嘉欣 | 雷婷婷 | 黃玉娟   | 山东人 雷老虎、李小环之女 方世玉之妻 方德、苗翠花兒媳                                                                               |

### 合演演員
| 演員   | 角色   | 粵語配音 | 備註 |
| 胡慧中 | 李小環 | 沈小蘭   | 山东人 于十二岁被雷老虎捉去當丫环，十六岁时成为其妾 雷婷婷之母 方世玉岳母 于比武招亲中被苗翠花化身的方大玉吸引 于方世玉、雷婷婷之婚宴中被官兵枪伤后失血过多致死 |
| 陳松勇 | 雷老虎 |          | 山东人 山贼出身的土豪 于李小环十二岁时把其捉來當丫环，十六岁时成为其夫 雷婷婷之父 方世玉岳父 口头禅为“下(冚)家富贵！” 號稱要“以德服人” （國語版為原音）         |
| 朱 江  | 方 德  | 原音     | 方世玉之父 苗翠花之夫 雷婷婷公公 红花会中人 鄂尔多天敌 于方世玉、雷婷婷的婚宴中被官兵用枪射伤右脚后被捕，原被判斩首，后获救                                     |
| 趙文卓 | 鄂爾多 | 朱子聰   | 终极反派 九門提督 红花会、方家天敌 于法场先中陈家洛的剑，后被炸死                                                                                               |
| 陳 龍  | 麻 菇  |          | 方家僕人 |
| 鄭少秋 | 陳家洛 | 潘文柏   | 反清组织红花会（天地会）总舵主 于片尾成为方世玉义父 (友情客串)                                                                                                  |

註：陳家洛原是金庸小說《書劍恩仇錄》裡虛構的紅花會人物，電影裡粵語版對白是紅花會，國語版對白是天地會。在TVB版本的《書劍恩仇錄》亦由鄭少秋飾演而陳家洛，而陳家洛出場時的背景音樂亦是TVB版本的《書劍恩仇錄》的主題曲加快版。

## 電影音樂
| 曲別   | 歌名           | 作詞   | 作曲   | 編曲   | 演唱者 | 備註                                  |
| ------ | -------------- | ------ | ------ | ------ | ------ | ------------------------------------- |
| 主題曲 | 〈青春心〉     | 黃霑   | 黃霑   | 奧金寶 | 張學友 | 監製：黃霑、歐丁玉 寶麗金唱片公司提供 |
| 插曲   | 〈書劍恩仇錄〉 | 高山曦 | 顧嘉煇 | 顧嘉煇 | 鄭少秋 | 娛樂唱片公司提供                      |

## 天地会名册
此名冊名單出現於片尾（片尾字幕出現的是「天地會名冊」而非「紅花會」）
总舵主 陈家骆
二当家 无尘道人
三当家 赵半山
四当家 文泰来
十一当家 骆冰
十四当家 余魚同
信差 方德
驻诊医生 黄飞鸿
外语翻译 十三姨
财务 苏乞儿
康乐 韦小宝
大状 宋世杰
管家 吕四娘
然後緊接着電影演出的演員以及所有工作人員的名單。

## 獎項
| 年份 | 頒獎典禮             | 獎項         | 名單       | 結果 |
| ---- | -------------------- | ------------ | ---------- | ---- |
| 1993 | 第30屆金馬獎         | 最佳動作指導 | 元奎、元德 | 獲獎 |
| 1993 | 第30屆金馬獎         | 最佳剪輯     | 張耀宗     | 獲獎 |
| 1994 | 第13屆香港電影金像獎 | 最佳女主角   | 蕭芳芳     | 提名 |
| 1994 | 第13屆香港電影金像獎 | 最佳動作指導 | 元奎、元德 | 獲獎 |
| 1994 | 第13屆香港電影金像獎 | 最佳剪接     | 張耀宗     | 提名 |

## 外部連結
- 香港影庫上《方世玉》的資料（繁體中文）
- 開眼電影網上《方世玉》的資料（繁體中文）
- 豆瓣电影上《方世玉》的資料 （简体中文）
- 时光网上《方世玉》的資料（简体中文）
- AllMovie上《方世玉》的资料（英文）
- 爛番茄上《方世玉》的資料（英文）
- 互联网电影数据库（IMDb）上《方世玉》的资料（英文）
- HK Cinemagic （页面存档备份，存于）